# Quenselit
Quenselit ist ein sehr selten vorkommendes Mineral aus der Mineralklasse der „Oxide und Hydroxide“. Es kristallisiert im monoklinen Kristallsystem mit der chemischen Zusammensetzung PbMn3+O2(OH), ist also ein Blei-Mangan-Oxid mit zusätzlichen Hydroxidionen.
Quenselit ist in jeder Form undurchsichtig (opak) und entwickelt nur sehr kleine, glimmerähnlich-blättrige bis tafelige Kristalle von pechschwarzer Farbe bei dunkelbräunlichgrauer Strichfarbe und metallischem Glanz.

## Etymologie und Geschichte
Erstmals entdeckt wurde Quenselit im „Amerika-Stollen“ bei Långban in Schweden und beschrieben 1925 durch Gustaf Flink, (1849–1931) der das Mineral nach dem schwedischen Mineralogen Percy Dudgeon Quensel (1881–1966) benannte. Dieser beschäftigte sich vorwiegend mit der Mineralogie der Långbangruben und gründete in der Universität Stockholm eine Sammlung der Långbaner Typminerale an. In dieser Typensammlung hat Quenselit die Register-Nr. 333.

## Klassifikation
Bereits in der veralteten 8. Auflage der Mineralsystematik nach Strunz gehörte der Quenselit zur Mineralklasse der „Oxide und Hydroxide“ und dort zur Abteilung „Hydroxide“, wo er gemeinsam mit Aurorit, Chalkophanit, Hydrocalumit und Lithiophorit in der „Lithiophorit-Quenselit-Gruppe“ mit der Systemnummer IV/F.05 steht.
In der zuletzt 2018 überarbeiteten Lapis-Systematik nach Stefan Weiß, die formal auf der alten Systematik von Karl Hugo Strunz in der 8. Auflage basiert, erhielt das Mineral die System- und Mineralnummer IV/F.14-010. Dies entspricht der neu definierten Abteilung „Hydroxide und oxidische Hydrate (wasserhaltige Oxide mit Schichtstruktur)“, wo Quenselit als einziges Mineral eine unbenannte Gruppe mit der Systemnummer IV/F.14 bildet.
Die von der International Mineralogical Association (IMA) zuletzt 2009 aktualisierte 9. Auflage der Strunz’schen Mineralsystematik ordnet den Quenselit in die Abteilung „Hydroxide (ohne V oder U)“ ein. Diese ist weiter unterteilt nach der möglichen Anwesenheit zusätzlicher Hydroxidionen und/oder Kristallwasser sowie der Kristallstruktur. Das Mineral ist hier entsprechend seiner Zusammensetzung und seinem Aufbau in der Unterabteilung „Hydroxide mit OH, ohne H2O; Lagen kantenverknüpfter Oktaeder“ zu finden, wo es als einziges Mitglied eine unbenannte Gruppe mit der Systemnummer 4.FE.30 bildet.
In der vorwiegend im englischen Sprachraum gebräuchlichen Systematik der Minerale nach Dana hat Quenselit die System- und Mineralnummer 06.04.01.02. Das entspricht ebenfalls der Klasse der „Oxide und Hydroxide“ und dort der Abteilung „Hydroxide und hydroxyhaltige Oxide“. Hier findet er sich innerhalb der Unterabteilung „Hydroxide und hydroxyhaltige Oxide mit verschiedenen Kationen“ in einer unbenannten Gruppe mit der Systemnummer 06.04.01, in der auch Lithiophorit eingeordnet ist.

## Kristallstruktur
Quenselit kristallisiert monoklin in der Raumgruppe P2/a (Raumgruppen-Nr. 13, Stellung 3) mit den Gitterparametern a = 5,61 Å; b = 5,70 Å; c = 9,15 Å und β = 93,0° sowie vier Formeleinheiten pro Elementarzelle.

## Bildung und Fundorte
An seiner Typlokalität Långban bildete sich Quenselit in metamorph veränderten Eisen-Mangan-Erzkörpern, wo er mit Baryt, Braunit, Calcit und Hausmannit vergesellschaftet auftrat.
Von Quenselit konnten bisher (Stand 2013) nur wenige Proben aus insgesamt vier Fundorten gefunden werden. Neben Långban in Schweden sind dies noch die „Shengli Pipes“ des Mengyin-Kimberlit-Feldes im chinesischen Gebirge Yimeng Shan, die „Mori Mine“ in der Präfektur Yamagata auf der japanischen Insel Honshū und die „Burgin Mine“ in den östlichen Tintic Mountains im Utah County in den USA.